# Zoo Neuwied
Zoo Neuwied is een dierentuin in de Duitse stad Neuwied. Het park grenst aan het natuurpark Rhein-Westerwald. De dierentuin is circa 13,5 ha groot en huisvest meer dan 150 diersoorten, waaronder de grootste kudde oostelijke grijze reuzenkangoeroe buiten Australië.

## Geschiedenis

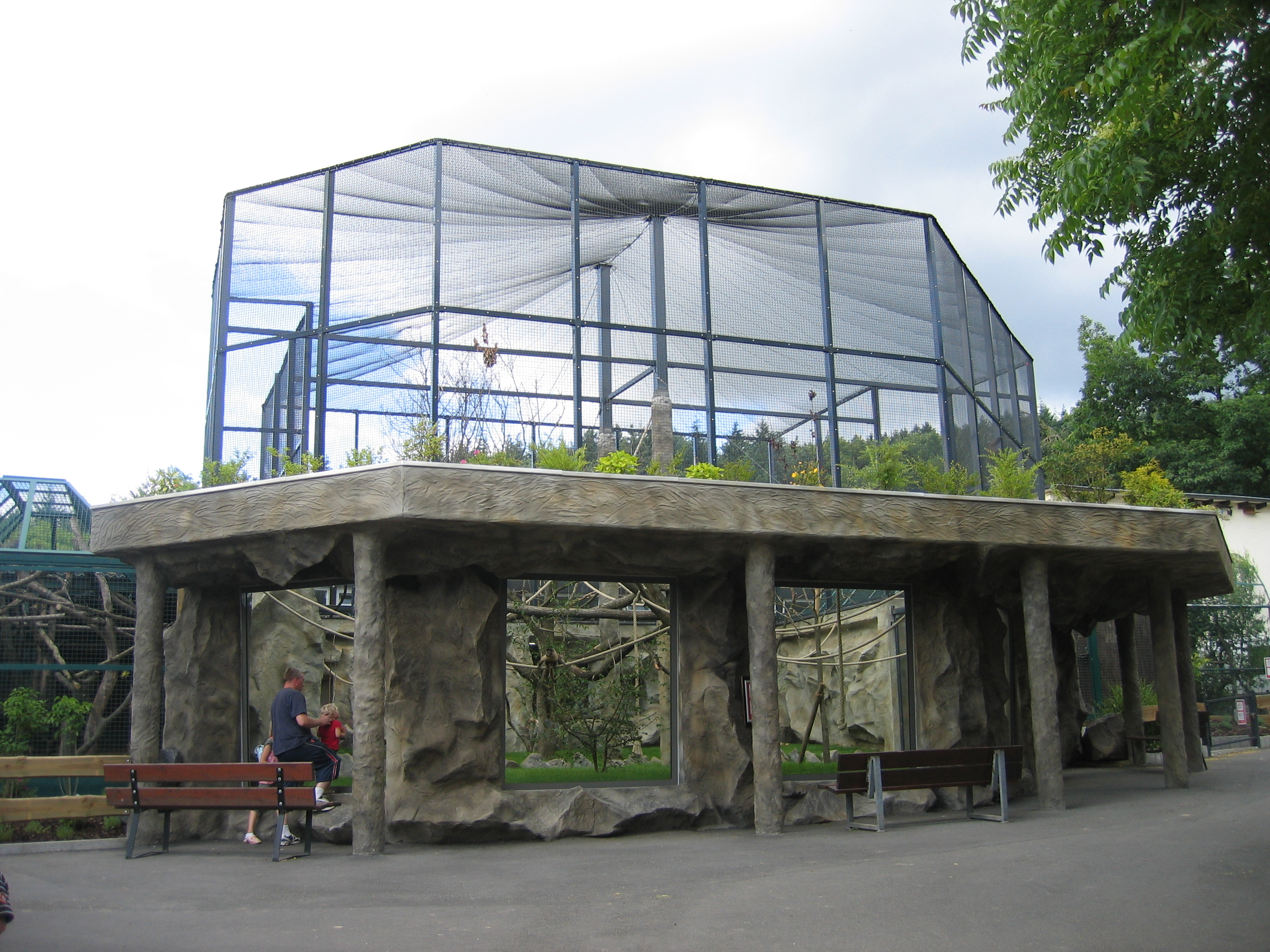
Primatenverblijf

Zoo Neuwied opende zijn deuren in 1970. De focus lag toen veel op dieren afkomstig uit Australië, maar ook dieren uit andere continenten waren aanwezig in het park. Al sinds het begin waren er succesvolle fokpogingen, zoals Duitslands eerste geboorte van de bontebok. Andere succes waren Duitslands eerste natuurlijke fokken van struisvogels en verschillende soorten papegaaiachtigen.
In 1980 werd een samenwerking aangegaan met een handelaar in dieren. Verschillende dieren, zoals Afrikaanse olifanten, gorilla's en nijlpaarden werden hierbij in de dierentuin tentoongesteld, waarna ze gekocht konden worden. Dit was in strijd met diersoortbehoud programma's en de dierentuin dreigde hierdoor bijna te moeten sluiten in die periode. In 1985 werd daarom de samenwerking beëindigd. In 1984 richtten een groep toegewijde bewoners van Neuwied een vereniging op die, finacieel voornamelijk via donaties, de dierentuin overnam. Sinds de overname door de vereniging veranderde de koers van de dierentuin drastisch in een wetenschappelijke richting, voornamelijk onder leiding van bioloog Heinrich Klein. Andere veranderingen waren een tropisch gebouw, waarin terrariums voor reptielen en vogels werden gebouwd, het roofdierenhuis werd vergroot en er werd een groot zeehondenverblijf gebouwd, met een onderwatertunnel.
Sinds de overname werden nog meer vernieuwingen gerealiseerd in de dierentuin. Daaronder werd in 2000 een nieuwe makigebouw gebouwd met een groot buitenverblijf voor witkopmaki's. In 2003 was het nieuwe leeuwenverblijf klaar en in 2004 werd een nieuw pinguïnverblijf geïntroduceerd, welke toen 14 humboldtpinguïns huisvestte. Ook qua fokprogramma's bleef de dierentuin succesvol, met onder andere het grootste nest van 10 jachtluipaarden in een worp. Daarbij groeiden er 8 op tot volwassenen.

## Fokprogramma's
Het park neemt deel aan meerdere internationale fokprogramma's en coördineert en beheert het EEP-stamboeken voor de kleine geelkuifkaketoe.